# Флакуртиевые
Флаку́ртиевые (лат. Flacourtiaceae) — семейство двудольных растений. В филогенетических системах Кронквиста и Тахтаджяна включалось в порядок Фиалкоцветные (Violales). Классификация APG II, основанная на генетическом анализе, не признаёт это семейство и распределяет роды, ранее к нему относящиеся, между несколькими другими семействами порядка Мальпигиецветные: Ивовые, Ахариевые, в меньшей степени Дионкофилловые и Страстоцветные.

## Биологическая характеристика

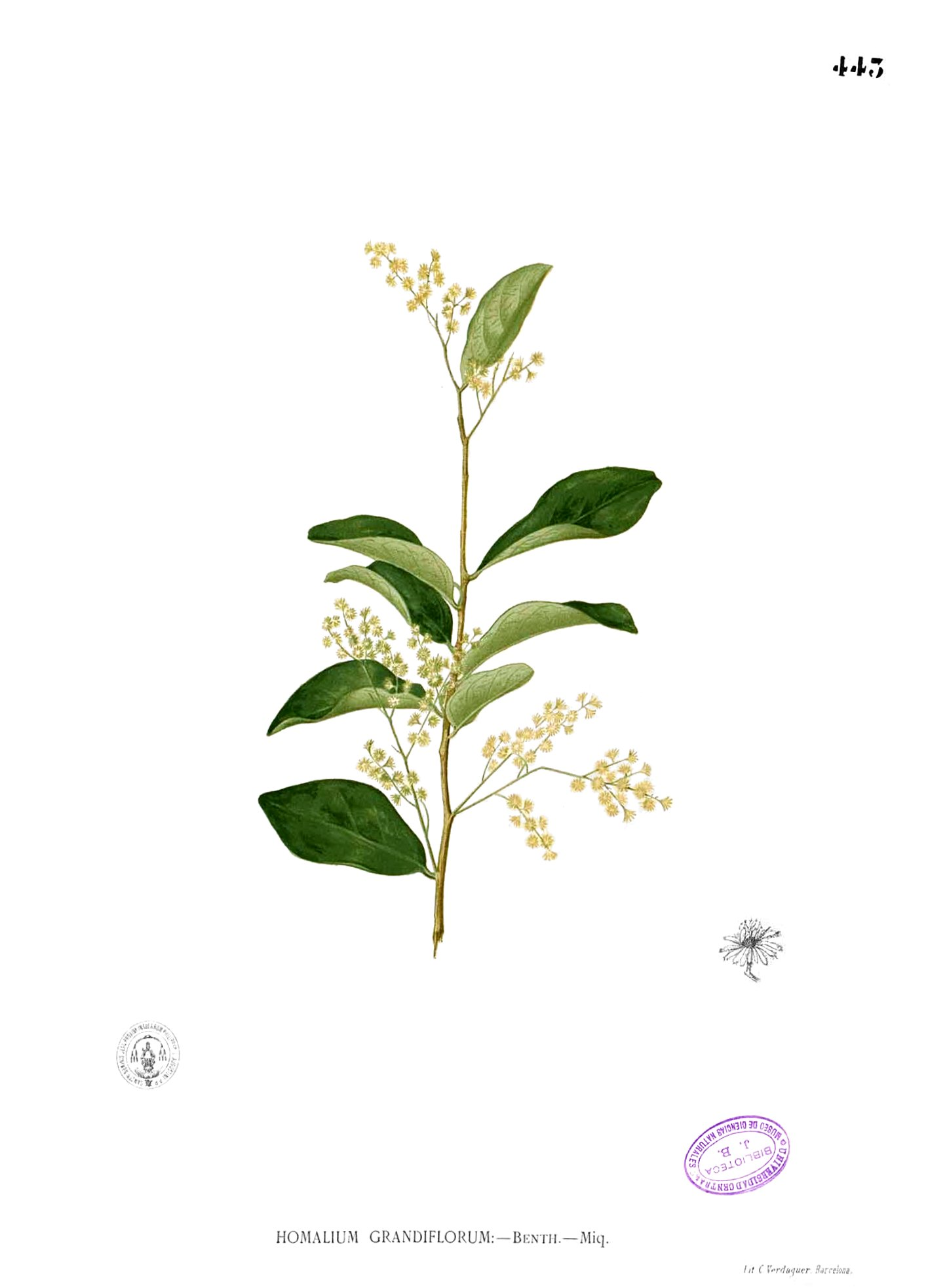
Гомалиум (Homalium). Ботаническая иллюстрация из книги Flora de Filipinas (1880-1883) Ф.М.Бланко

Флакуртиевые — как правило, невысокие вечнозелёные (иногда листопадные) деревья и кустарники.
Листья простые очерёдные, с рано опадающими прилистниками, с перистым или пальчатым жилкованием. Цветки мелкие, обоеполые или однополые, собраны в пазушные или верхушечные соцветия. Лишь у африканских родов Онкоба и Колонкоба цветки достигают 8 см в диаметре. Количество элементов цветка сильно варьирует у разных родов: от 3-6 до 15 чашелистиков, от 3-5 до множества тычинок; лепестки могут быть свободными или сросшимися в трубку. Гинецей паракарпный, образован 2-10 плодолистиками со свободными или сросшимися столбиками.
Цветки опыляются насекомыми и потому часто несут нектарники или нектарный диск. Цветки Кассеарии шиповатой (Cassearia aculeata) опыляются осами, живущими прямо на растении.
Плоды также разнообразные — коробочки, ягоды либо ореховидные плоды. Семена крупные или мелкие, с обильным эндоспермом, часто с ариллусом или волосками.

## Экологическая характеристика

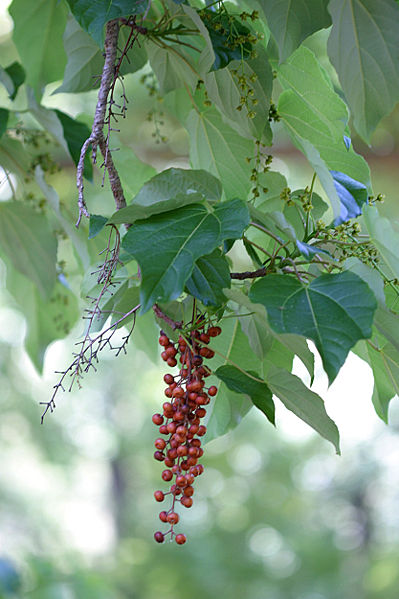
Плоды Идезия многоплодная|Идезии многоплодной (Idesia polycarpa)

Многие флакуртиевые — анемохорные растения: их плоды и семена распространяются ветром. Этому могут способствовать развитие образований в виде крыльев или рёбер, остающийся после цветения волосовидный околоцветник либо волосистое опушение семян.
Другие роды семейства (Флакуртия, Казеария, Дориалис) имеют яркоокрашенные ариллусовидные придатки, которые привлекают птиц и муравьёв, а семена Пангиума, содержащие много масла, легко держатся на поверхности воды и распространяются течениями.
Флакуртиевые обитают в тропических лесах, где занимают место в подлеске или нижнем древесном ярусе. Большинство — вечнозелёные деревья, но есть также виды, сбрасывающие листья в холодные или засушливые периоды.

## Роды

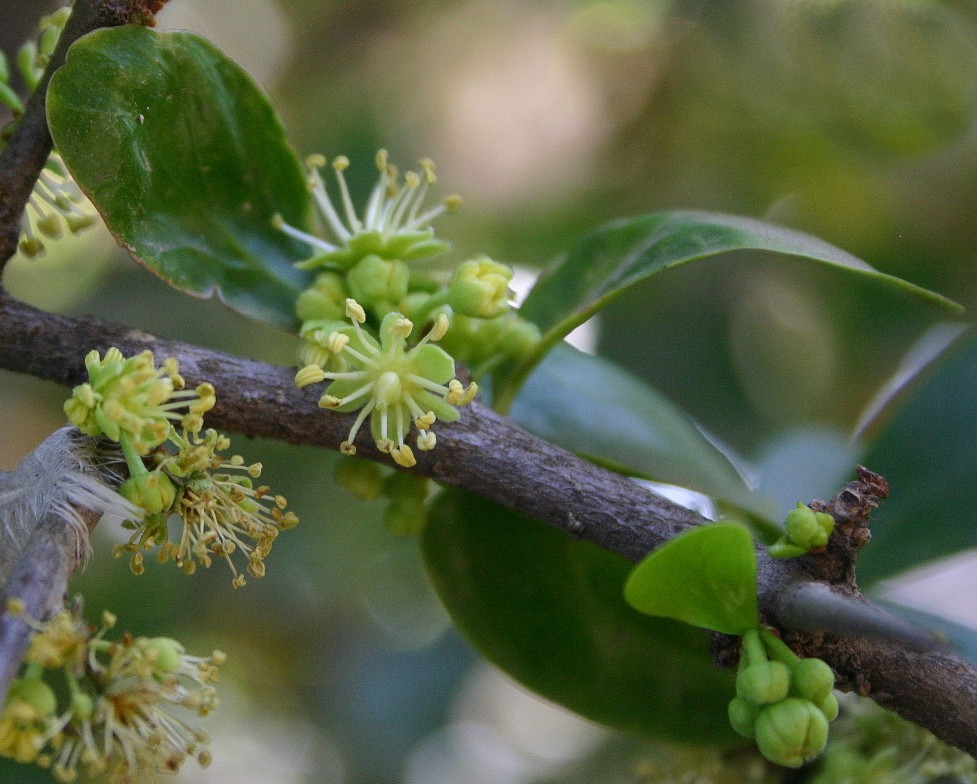
Dovyalis

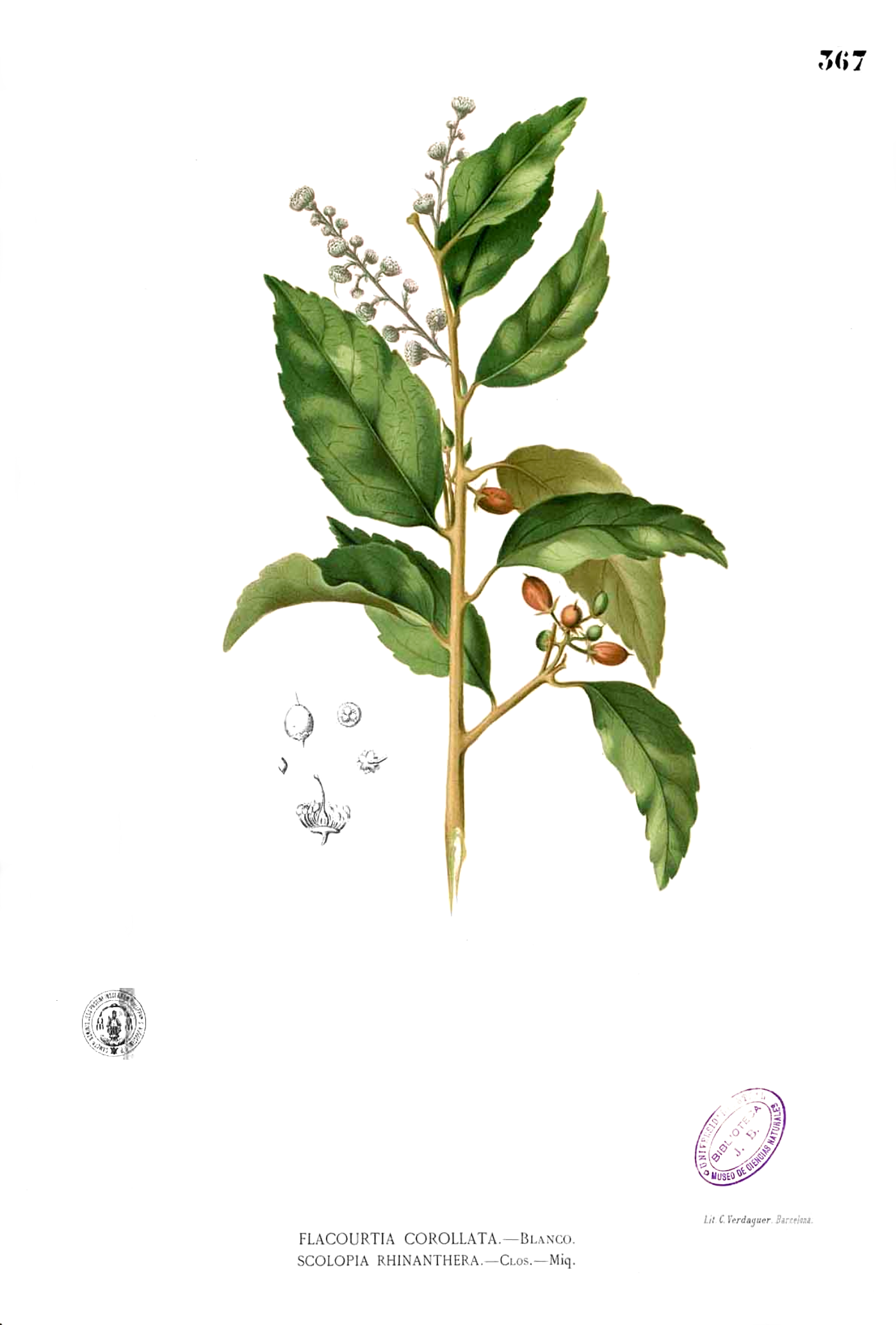
Ботаническая иллюстрация Blanco: Scolopia rhinanthera

- Abatia
- Aphaerema
- Азара (Azara)
- Banara
- Bartholomaea
- Бембиция (Bembicia)
- Bennettiodendron
- Bivinia
- Byrsanthus
- Calantica
- Калонкоба (Caloncoba)
- Карьерея (Carrierea)
- Казеария (Casearia): ca. 180 виды.
- Дазилепис (Dasylepis)
- Dissomeria
- Довиалис (Dovyalis)
- Эритроспермум (Erythrospermum)
- Euceraea
- Флакуртия (Flacourtia)
- Gerrardina
- Hasseltia
- Hasseltiopsis
- Hecatostemon
- Hemiscolopia
- Гомалиум (Homalium): 180 виды.
- Гиднокарпус (Hydnocarpus): 1 вид
- Идезия (Idesia): 1 вид
  -     - Idesia polycarpa
- Itoa
- Laetia
- Lasiochlamys
- Линдакерия (Lindackeria)
- Ludia
- Lunania
- Macrohasseltia
- Mocquerysia
- Neopringlea
- Neoptychocarpus
- Olmediella
- Онкоба (Oncoba)
- Ophiobotrys
- Osmelia

- Пангиум (Pangium)
- Phyllobotryon
- Phylloclinium
- Pineda
- Pleuranthodendron
- Поггея (Poggea)
- Полиотирсис (Poliothyrsis)
- Priamosia
- Prockia
- Pseudoscolopia
- Pseudosmelia
- Ryania
- Samyda
- Сколопия (Scolopia)
- Scyphostegia
- Tetrathylacium
- Tisonia
- Trimeria
- Xylosma: ca 85 виды.
- Ксилотека (Xylotheca)
- Zuelania